# Aalsmeerweg
De Aalsmeerweg is een straat in Amsterdam-Zuid. De straat verbindt het Hoofddorpplein met het Aalsmeerplein en is in 1927 genoemd naar Aalsmeer. Andere straten in de buurt zijn eveneens genoemd naar plaatsen ten zuidwesten van Amsterdam.

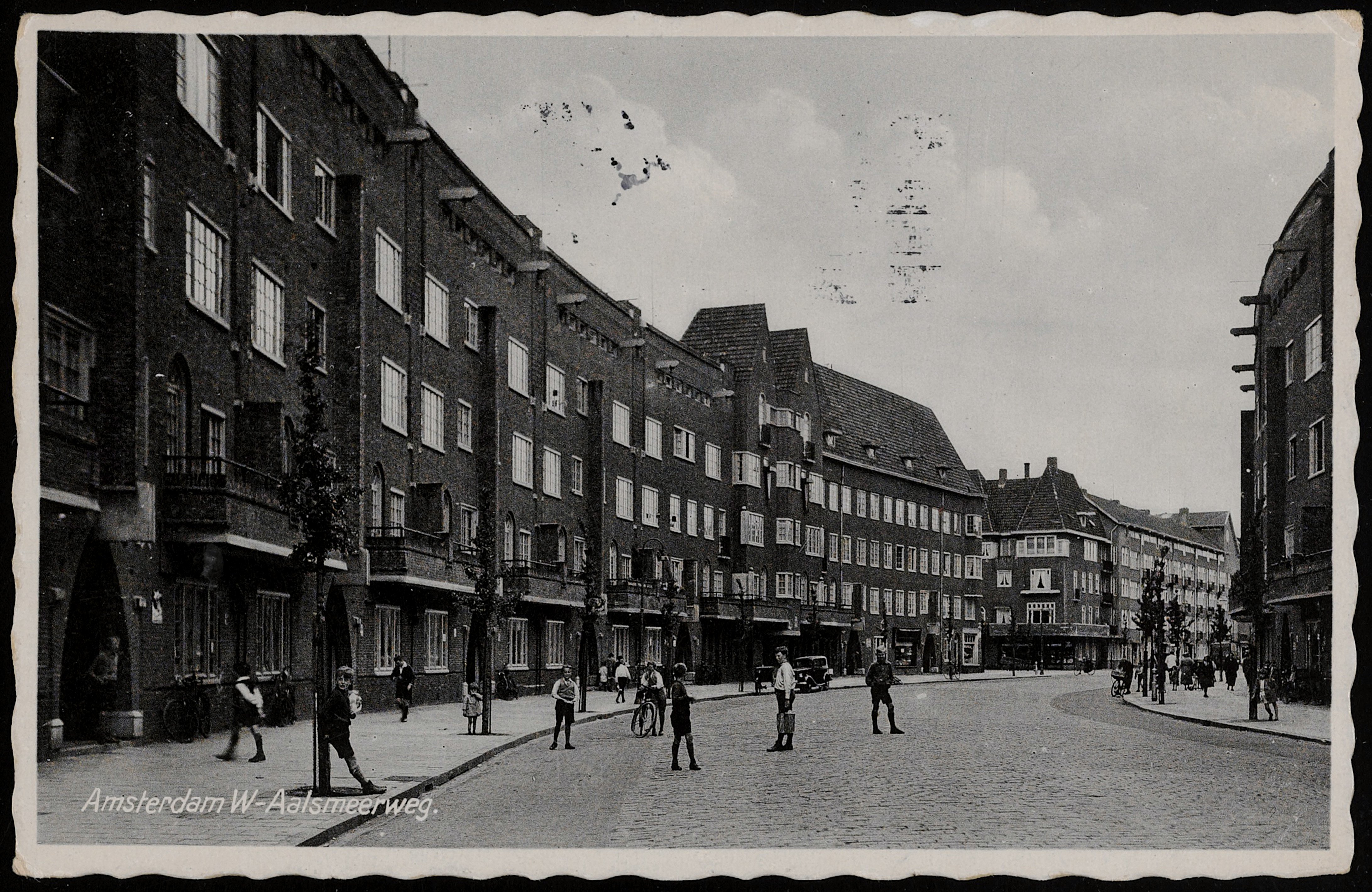
Aalsmeerweg in 1929

De straat werd aangelegd in de jaren twintig op het grondgebied van de in 1921 geannexeerde gemeente Sloten. Deze gemeente had voordien al plannen gemaakt voor een nieuwbouwwijk ten westen van de Sloterkade, maar de plannen werden in gewijzigde vorm uitgevoerd door de gemeente Amsterdam als onderdeel van het Plan West.
Tot 1975, toen de Ringweg Zuid werd geopend, was de Aalsmeerweg de invalsweg vanuit de richting Den Haag en Schiphol, omdat deze in het verlengde lag van de Oude Haagseweg. 
Tot de indeling in stadsdelen maakte de Aalsmeerweg onderdeel uit van het Overtoomse Veld. Vanaf 1990 werd de Hoofddorppleinbuurt ingedeeld bij stadsdeel Amsterdam-Zuid, van 1998 tot 2010 was dit Oud Zuid.